# Мещерский, Борис Борисович
Князь Борис Борисович Мещерский (1850 — 1904) — русский государственный деятель, полтавский губернский предводитель дворянства, саратовский губернатор, шталмейстер.

## Биография
Родился 15 (27) марта 1850 года. Происходил из старинного княжеского рода Мещерских. Сын тверского предводителя дворянства камергера Бориса Васильевича Мещерского (1818—1884). Мать — Софья Васильевна Мещерская, в девичестве Оболенская (1822—1891). Дед — командир эпохи наполеоновских войн генерал-майор В. П. Оболенский.
В 1871 году окончил Императорское училище правоведения, был определён на службу в департамент Министерства юстиции и командирован для занятий в Виленскую соединённую палату уголовного гражданского суда, а в 1873 году назначен членом этой палаты. В 1875 году определён чиновником особых поручении VI класса при Министерстве юстиции. В том же году пожалован в звание камер-юнкера Высочайшего Двора и командирован для содействия Министерству юстиции при принятии мер к введению судебной реформы в Царстве Польском. В 1877 году командирован в уголовное отделение департамента Министерства юстиции для занятии по производству дел о государственных преступлениях, затем командирован в канцелярию того же министерства в помощь к управляющему этой канцелярией, а также для исправления в случае надобности его должности.

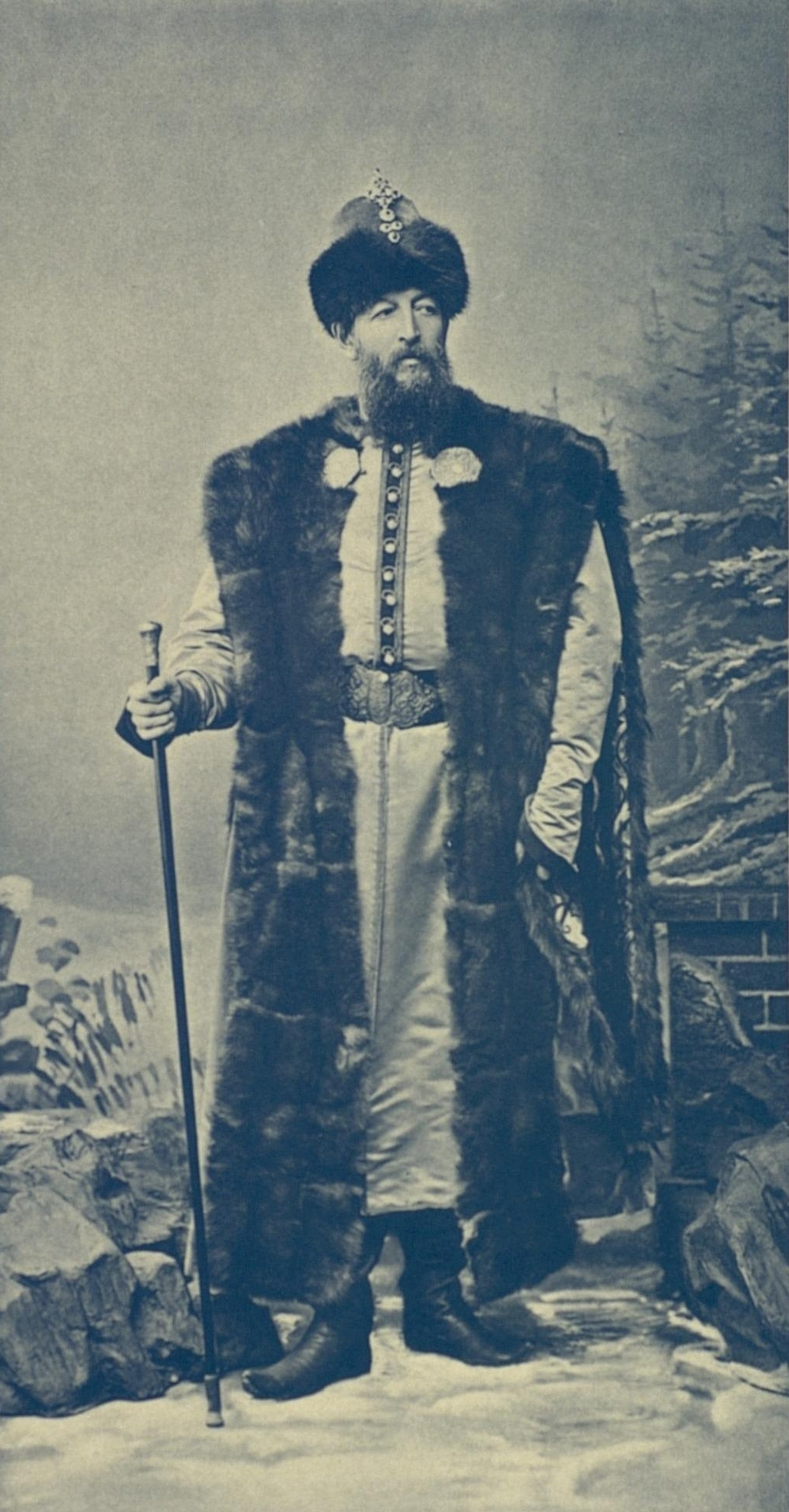
На костюмированном балу в 1903 году

В 1881 году избран почётным мировым судьей Хорольского уезда, Полтавской губернии, и в том же году назначен чиновником особых поручении V класса при Министерстве юстиции. В 1883 году пожалован в церемониймейстеры Двора Его Величества и произведён в действительные статские советники. В том же году избран миргородским уездным предводителем дворянства и в этой должности пробыл до 1889 года. В том же 1889 году, 19 октября, был избран предводителем дворянства Полтавской губернии; 20 декабря 1891 года был назначен саратовским губернатором.
В 1895 году был пожалован в шталмейстеры. Во время пребывания Мещерского в качестве губернатора в Саратове было открыто большое количество образовательных учреждений разной направленности: Боголюбовское рисовальное училище, фельдшерская школа, курсы фотографов-любителей, школа дорожного строительства, школа-приют для слепых детей, соединенное механическое и химико-техническое училище и коммерческое училище, женские курсы; учреждено Общество трезвости, занимавшееся пропагандой здорового образа жизни, борьбой с пьянством, азартными играми, курением и сквернословием. Князь лично контролировал геологоразведочные работы в саратовском Поволжье, в ходе которых предполагалось выявить залежи железной руды и каменного угля.
За десять лет своего губернаторства шталмейстер двора Его Императорского величества превратил Саратов в полигон по испытанию всего нового, модного и передового. Местные консерваторы упорно сопротивлялись новшествам и жаловались на князя-губернатора царю, однако он продолжал курс на внедрение новшеств, за что в конце правления был избран почётным гражданином Саратова. В то же время Мещерский способствовал упадку Саратовской архивной комиссии — выселил краеведов и историков из здания губернских присутственных мест в сарай рядом с конюшней, а затем из-за отсутствия поддержки издательской деятельности чуть было не расформировал её.

 «Как в шутку называли его местные острословы, князь Бебе (от французского — ребёнок, малютка), был одним из долговечных саратовских губернаторов: он управлял нашей губернией ровно десять лет, с июня 1891 г. и по июнь 1901 г. <…> Женатый на очень богатой графине Марии Алексеевне Мусиной-Пушкиной и бездетный, он не нуждался в службе, а служил ради карьеры, ради чести. Смотрелся значительно моложе своих лет. Впоследствии выяснилась причина этой моложавости и сделалась известной всему городу: князь Бебе красил свою шевелюру и таким образом затушевывал начинающую пробиваться седину. Он имел успех у женщин, и его шалости в этом направлении были известны всем».
В 1901 году получил назначение в Петербург на должность почётного опекуна по учреждениям императрицы Марии. Скончался от паралича сердца 18 июня (1 июля) 1904 года, похоронен на Никольском кладбище Александро-Невской лавры.

## Семья

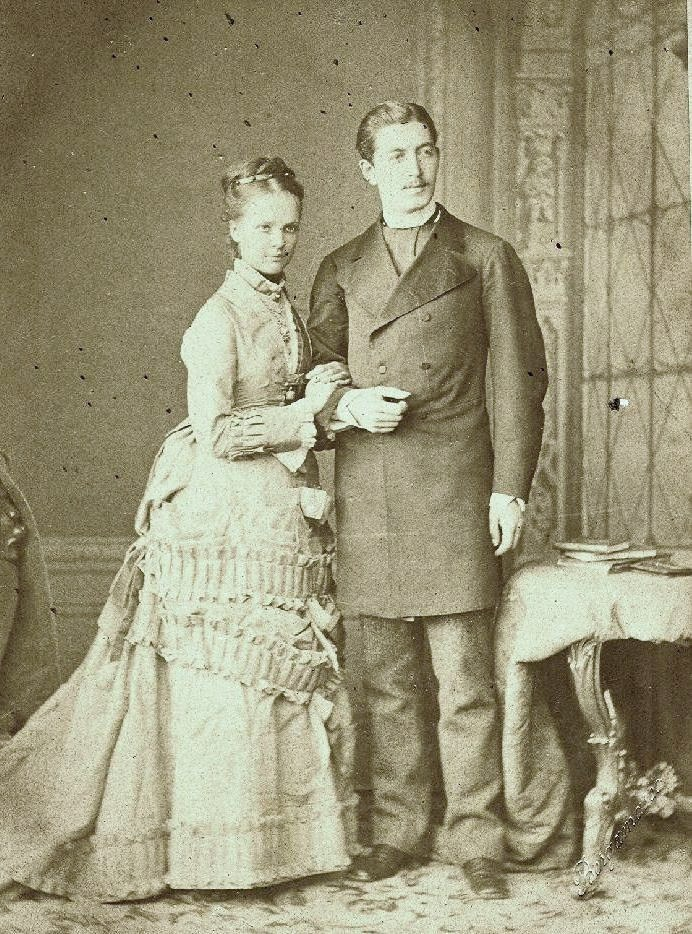
Мария и Борис Мещерские

Жена (с 31 января 1874 года) — графиня Мария Алексеевна Мусина-Пушкина (30.01.1854—04.11.1924), фрейлина двора (1873), единственная дочь графа Алексея Ивановича Мусина-Пушкина и его супруги Любови Александровны, урождённой Кушелевой-Безбородко. Крещена 6 марта 1854 года в Сергиевском соборе при восприемстве великой княгини Ольги Николаевны, в лице которой присутствовали графиня Е. Д. Кушелева и граф А. Г. Кушелев-Безбородко. Приходилась мужу троюродной сестрой. Венчание было в Петербурге в Пантелеймоновской церкви. Была известна своей общественной и благотворительной деятельностью. Из воспоминаний Ивана Славина:

«С княгиней М. А. Мещерской мне пришлось вместе работать в дирекции музыкального общества, в которой она была председателем, а я — её помощником. Благодаря главным образом её стараниям наше отделение получило в собственность казенное место на углу Немецкой и Никольской улиц, где впоследствии было сооружено здание консерватории. Её заслуги в этом были признаны городской думой, которая избрала её почетным гражданином г. Саратова. Княгиня М. А. Мещерская была первой и последней женщиной, удостоенной такого избрания, и, кажется, даже единственной в империи».